# Christian Gänge
Christian Gänge (* 15. Oktober 1832 in Kiel; † 22. April 1909 in Jena) war ein deutscher Chemiker und Hochschullehrer in Jena.

## Leben
Als Sohn des Kieler Weinhändlers Hans Christian Nicolaus Gänge und seiner Frau Anmaline geb. Hansen machte er zunächst eine Apothekerlehre in Altona. 1853 begann er das Chemiestudium an der Christian-Albrechts-Universität Kiel. 1856 wurde er dort Assistent im Chemischen Labor und Mitglied des Corps Holsatia.  1858 machte er die pharmazeutische Staatsprüfung und ging an die Ruprecht-Karls-Universität Heidelberg, die ihn 1859 zum Dr. phil. promovierte. Vorübergehend wieder in Kiel und Leiter einer technisch-chemischen Fabrik in Berlin, wurde er Inhaber der Altstädter Apotheke in Itzehoe. Die 1867 gekaufte Apotheke in Altona verkaufte er 1875, um sich in Jena praktischen und theoretischen Arbeiten zu widmen. 1878 habilitierte er sich in Jena. Im Juni 1890 wurde er Corpsschleifenträger der Thuringia Jena. Das Band erhielt er 1905.
Am 13. Mai 1869 heiratete er in Hildburghausen Agnes Aurelie Auguste Jacobs (* 5. September 1847 in Camburg; † 11. September 1906 in Jena). Sie war eine Tochter des späteren Oberappellationsgerichtsrats zu Jena Oscar Wilhelm August Jacobs und der Aurelie Pauline Therese Becker aus Schinditz. Aus der Ehe gingen drei Töchter hervor: Camilla († mit 18 Jahren), Maria (verehelicht mit dem Opernsänger Willy Stuhlfeld in Berlin) und Mathilde († mit 8 Jahren). Ein Bild findet sich im Familienarchiv Jacobs in Unna.

## Veröffentlichungen
- Ueber die Isodomorphie der arsenigen Säure und der antimonigen Säure; Jena, 1878
- Lehrbuch der angewandten Optik in der Chemie, Spectralanalyse, Mikroskopie, Polarisation; Braunschweig, Vieweg, 1886
- Anleitung zur Spectralanalyse; Leipzig : Quandt & Händel, 1893
- Die Polarisation des Lichtes : kurze Darstellung ihrer Lehre und Anwendungen; Leipzig, Quandt & Händel, 1894
- Zur gerichtlichen spectroskopischen Blutuntersuchung. In: Archiv der Pharmazie. 208, 1876, S. 219, doi:10.1002/ardp.18762080304.